# Karl Gräser (Offizier)

Karl Gräser in seinem Naturstuhl

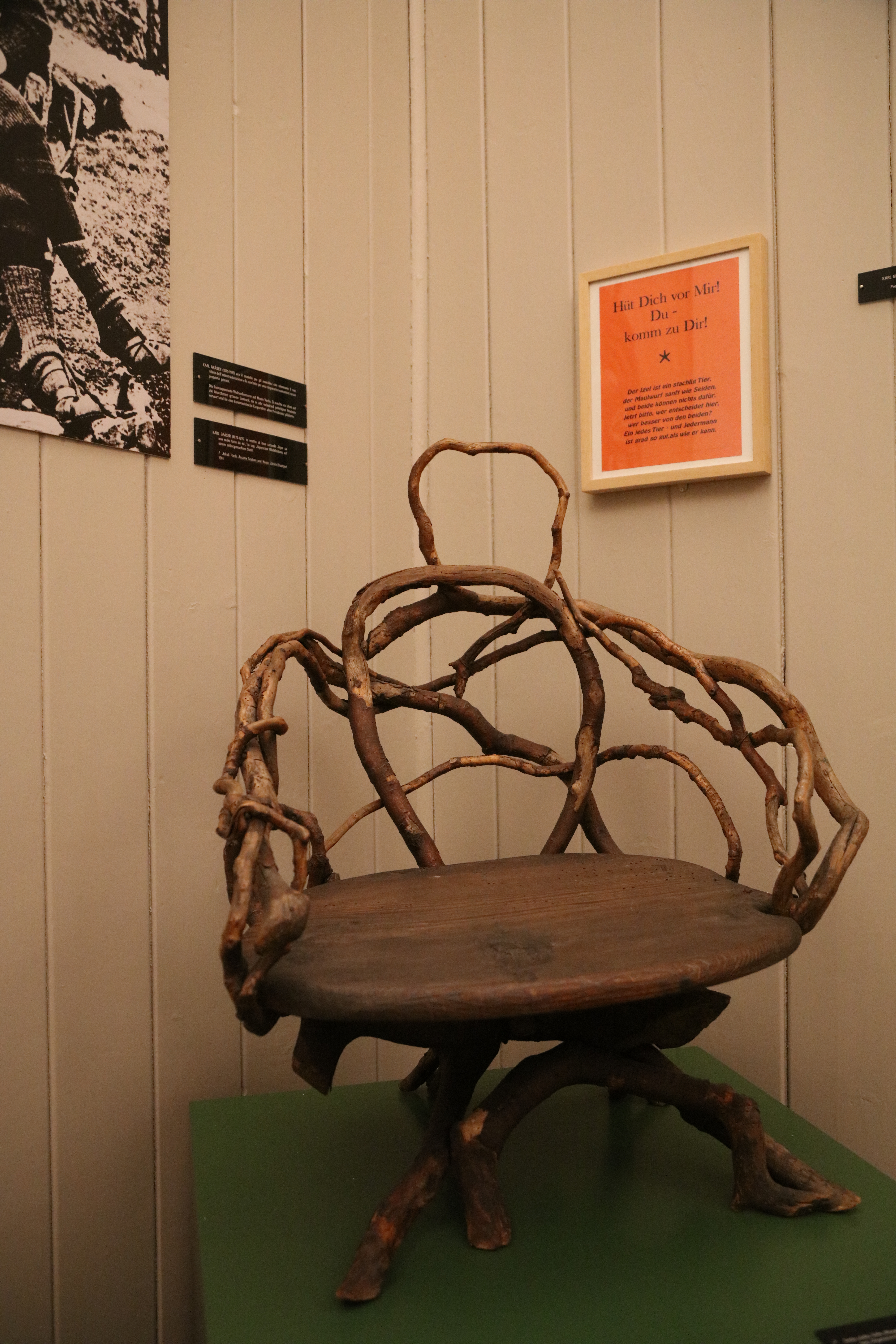
Im Museo Casa Anatta ausgestellter Stuhl von Karl Gräser

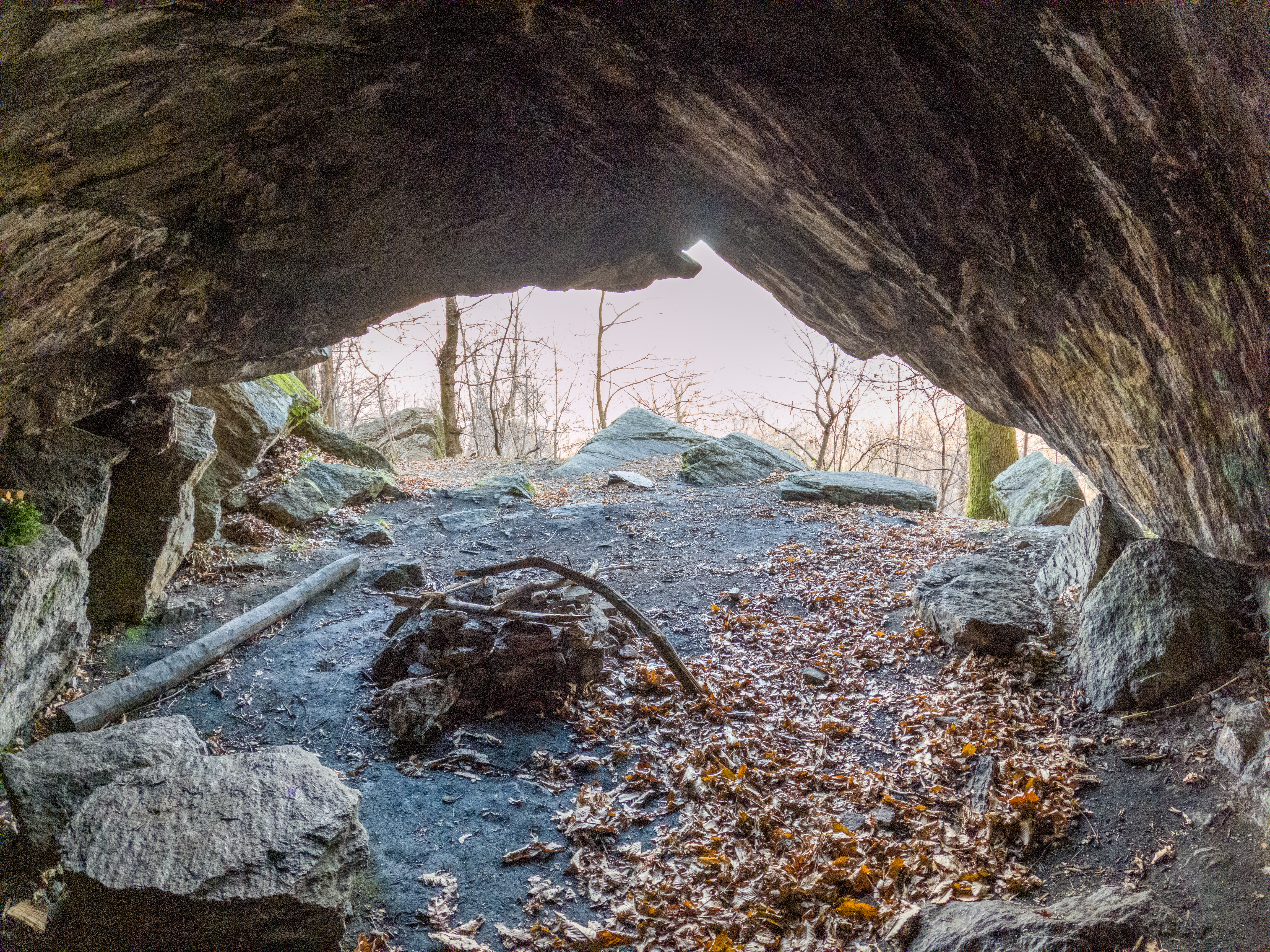
Gräser-Höhle bei Losone, Ascona

Karl Gräser (* 13. August 1875 in Kronstadt, Siebenbürgen, Österreich-Ungarn; † 28. Oktober 1916 in Kassel) war ein österreichisch-ungarischer Offizier und Aussteiger. Er gilt als Mitbegründer der Reformsiedlung Monte Verità bei Ascona.

## Leben
Gräser war ein Sohn des Ehepaares Carl Samuel Gräser (13. Juni 1839 – 16. Mai 1894) und Charlotte Caroline (geborene Pelzer; 1853–1920). Er hatte zwei jüngerer Brüder. Gustav (genannt Gusto) (1879–1958) war ein Schüler des Künstlers und Aussteigers Karl Wilhelm Diefenbach und lebte anfänglich, aber nur für kurze Zeit auch auf dem Monte Verità. Bruder Ernst (1884–1944) war Maler und Grafiker.
Vor seinem Ausstieg aus dem bürgerlichen Leben war Gräser vom 18. August 1894 bis zum 16. September 1901 Oberleutnant im k.u.k. Infanterieregiment „Erzherzog Ludwig Salvator“ Nr. 58. Als Offizier war er unter anderem in der österreichischen Festungsstadt Przemyśl (Galizien) stationiert. Dort lernte er Leopold Wölfling kennen, den ehemaligen Erzherzog Leopold Ferdinand von Österreich-Toskana und Ururenkel des österreichischen Kaisers Leopold II., der alle Adelstitel abgelegt und eine ehemalige Prostituierte geehelicht hatte. Beide empfanden tiefe Verachtung für den soldatischen Drill, „die geistlose Zurichtung des Körpers wie des Verstandes zu militärischen Zwecken“ und gründeten die Vereinigung Ohne Zwang. Gräser wurde deren Geschäftsführer und Leopold ihr Präsident. Der Vereinsname verwies auf die Ideen des Frühsozialisten Charles Fourier, dessen Philosophie Gräser schätzte. „Alles, was sich auf Zwang gründet“, so hatte Fourier unter anderem formuliert, „ist hinfällig und Mangel an Geist“.
Im Spätsommer 1899 begab sich Gräser nach Veldes, damals zu Österreich und heute zu Slowenien gehörig. Dort betrieb der „Heliopath“ und medizinische Autodidakt Arnold Rikli die Naturheilanstalt Mallerbrunn. Grund für den Aufenthalt scheint eine ernste Erkrankung gewesen zu sein.
Während seiner Kur entwickelte sich zwischen Gräser und zwei Patienten, die etwa zur selben Zeit in Riklis Sanatorium wohnten, eine intensive Beziehung. Bei den beiden handelte es sich um den belgischen Industriellensohn Henri Oedenkoven und die Siebenbürger Musiklehrerin Ida Hofmann. Die Drei entdeckten, dass sie bei aller Unterschiedlichkeit ein gemeinsames Anliegen verband: „ein neues Leben, in dem die Herkunft wie ausradiert war und die Zukunft Gestalt annahm“.
Ein gutes Jahr später traf sich Gräser, der inzwischen aus dem Militärdienst ausgeschieden war, erneut mit seinen ehemaligen Mitpatienten. Vereinbarter Treffpunkt war die Wohnung der Hofmanns in München-Schwabing. Dort lebten Idas Mutter sowie ihre beiden Schwestern, Lilly (eigentlich Julia) und die ausgebildete Opernsängerin Jenny (eigentlich: Eugénie, * 2. August 1863). Zum Treffen erschienen auch die Berliner Bürgermeisterstochter und Aussteigerin Lotte Hattemer, deren zeitweiliger Begleiter, der Grazer Gutsbesitzerssohn Ferdinand Brune sowie – unangekündigt – Karls Bruder Gusto. Beschlossen wurde, dass „Henris Plan“, die Gründung einer „vegetabilen Kooperative“, am Ufer eines der oberitalienischen Seen umgesetzt werden sollte und dass man, um ein entsprechendes Gelände zu finden, sich unverzüglich auf den Weg machen wollte. Ferdinand Brune musste zurückbleiben, da außer Lotte Hattemer ihn niemand in der Gruppe für projekttauglich hielt.
Nicht in Oberitalien, sondern bereits in Ascona am Lago Maggiore wurde die Aussteigergruppe nach intensiver Suche fündig. Ins Blickfeld trat der Monte Monescia, ein Hügel mit einer Höhe von gut 300 Metern. Mit Geldern, die vor allem aus Oedenkovens Besitz stammten, wurden im Spätherbst 1900 vier Hektar des Hügels erworben und anschließend der Monte Monescia in Monte Verità (= Berg der Wahrheit) umbenannt.
Im Jahr 1900 hielt Gräser zusammen mit Gusto Vorträge in Zürich. Im Dezember 1901 spaltete sich die Bewegung am Monte Verità und Gräser verließ die Gruppe, um in unmittelbarer Nachbarschaft seinen eigenen Idealen zu folgen. Er lebte in „freier Ehe“ mit Jenny Hofmann, einer Pianistin und Erzieherin. Ein „radikal konsequentes Leben ohne Geld“, das die beiden jedoch praktisch nie vollständig erreichten, gehörte insbesondere zu ihrem Lebenskonzept.
Ida Hofmann beklagte den seelischen und körperlichen Verfall, der aus der Verbindung ihrer Schwester mit Gräser hervorging:

„Die suggestive Kraft, mit welcher er das sich ihm anvertrauende Weib zur Befriedigung rein egoistischer Zwecke in seinen Fanatismus zu verstricken, es als Arbeitstier auszubeuten und finanziell zu schädigen gewusst, bis das vor 4 Jahren blühende Geschöpf, welches, umgeben von Kunstsinn und geistiger Anregung aufgewachsen, als willenloses Werkzeug seiner verrückten Ansichten, Handlungen und seiner rückschrittlichen Lebensweise, zur Ruine wurde […]“

Im sogenannten „Gräser-Haus“ lebte Gräser bis zu seiner Erkrankung im Jahr 1915. Gräser wurde zunächst bis Anfang August 1916 in Nassau an der Lahn von Lilly Brepohl (geborene Hofmann) gepflegt. Anschließend kam er nach Kassel, wo Jenny bereits seit dem 14. Juni 1916 in der Kohlenstr. 350 gemeldet war. Am 28. September 1916 heiratete er Jenny und starb kurz darauf am 28. Oktober 1916.

„Gräsers gingen in ihren Theorien noch viel weiter als Oedenkoven. Sie verschmähten jede Hilfe. Nur was der Mensch mit seiner eigenen Kraft, mit seiner eigenen Hände Arbeit sich schaffen könne, sei ihm gemäss und gut. Nicht einmal der Tiere oder der Maschinen dürfe er sich bedienen. Kraft stehlen heisse, die Natur betrügen.“

„Gräser ist der erste Mensch, der mir begegnet ist, der mit starrer Konsequenz das, was er theoretisch als richtig erkannt hat, in die Praxis umsetzt.“